# 兆麟公园

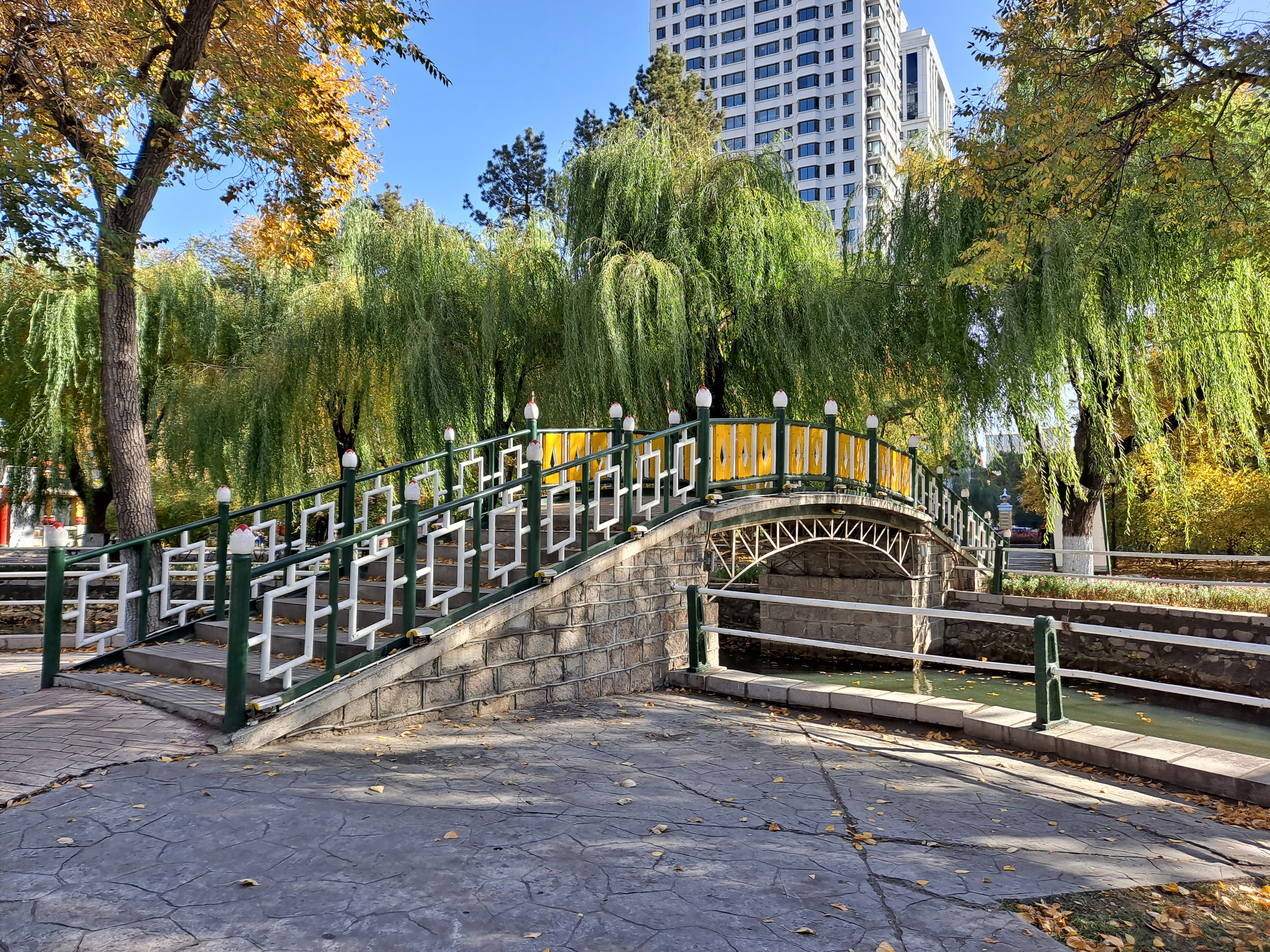
兆麟公园

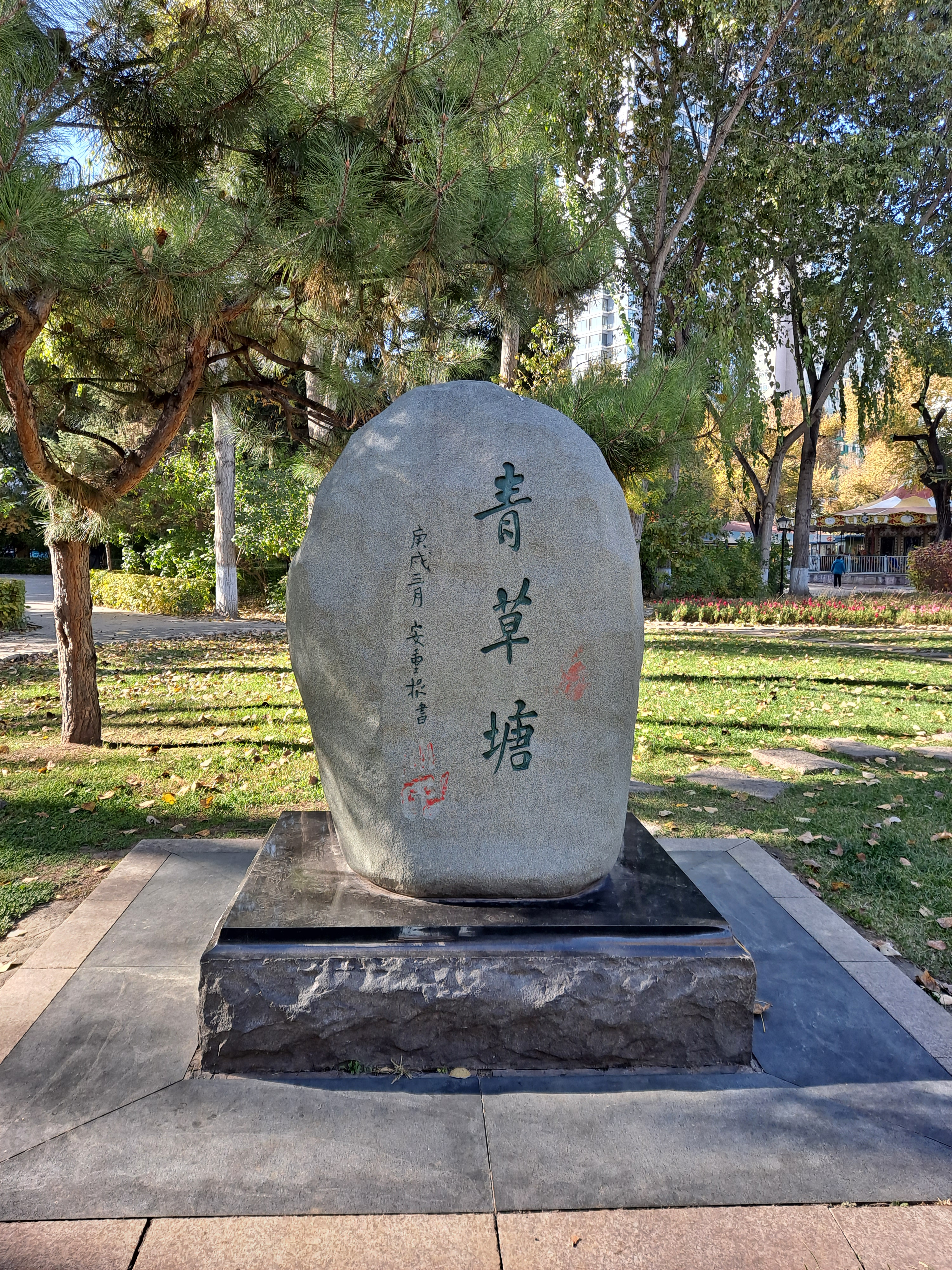
安重根“青草塘”手书与掌印

兆麟公园，位于哈尔滨市道里区兆麟街北端，松花江畔。

## 简介
该公园占地面积约7万平方米，始建于1906年，原名“董事会花园”，后为“道里公园”。1946年李兆麟将军牺牲，遗体安葬在道里公园内。哈尔滨人民为纪念这位抗日英雄，遂将道里公园更名为兆麟公园。自1963年起，公园每年都要举办冰灯游园会。游园会增加了“冰城”的魅力，也使兆麟公园成为哈尔滨著名的旅游景点。
安重根在旅顺监狱留下遗言：“我在死后，请把我的遗骨葬在哈尔滨公园旁边。如果我们的祖国复国了，请把我的遗骨运回韩国重新下葬。”哈尔滨公园即如今的兆麟公园。2006年，哈尔滨市人民政府在兆麟公园建造了人工荷花池，在荷花池畔树立刻有安重根亲笔写下的“青草塘”和“砚池”字样的石碑。石碑上有安重根特有的“断指掌印”。